# Accordo di libero scambio globale e approfondito

In blu gli stati aderenti alla UE, in azzurro gli stati aderenti all'EFTA e in verde quelli aderenti alla DCFTA

Un accordo di libero scambio globale e approfondito (in inglese Deep and Comprehensive Free Trade Agreement) è un trattato internazionale tra l'Unione europea e uno stato non membro dell'UE volto a creare nei rispettivi territori un'area di libero scambio, o DCFTA (Deep and Comprehensive Free Trade Area, in italiano “zona di libero scambio globale e approfondito”). L'Unione europea ha creato tre zone di libero scambio globale e approfondito con la Georgia, la Moldavia e l'Ucraina, che fanno parte degli accordi di associazione dell'UE con quei paesi. Gli accordi consentono a Georgia, Moldavia e Ucraina di accedere al mercato unico europeo in settori selezionati e garantiscono agli investitori dell'UE in tali settori lo stesso contesto normativo nel paese associato all'UE.

## Caratteristiche
A differenza delle zone di libero scambio standard, la DCFTA mira a offrire al paese associato le "quattro libertà" del mercato unico dell'UE: libera circolazione di beni, servizi, capitali e persone. La circolazione delle persone, tuttavia, è sotto forma di regime di esenzione dal visto per soggiorni di breve durata, mentre la circolazione dei lavoratori resta di competenza degli Stati membri dell'UE. La DCFTA è un "esempio di integrazione di un membro non SEE nel mercato unico dell'UE".

## Storia
Il Parlamento europeo ha approvato una risoluzione nel 2014 in cui si afferma che "ai sensi dell'articolo 49 del trattato sull'Unione europea, Georgia, Moldavia e Ucraina – come qualsiasi altro Stato europeo – hanno una prospettiva europea e possono presentare domanda per diventare membri dell'Unione a condizione che aderire ai principi della democrazia, rispettare le libertà fondamentali e i diritti umani e delle minoranze e garantire lo Stato di diritto", riconoscendo così formalmente la possibilità di una futura adesione all'UE dei tre Paesi.
Gli accordi con la Moldavia e la Georgia sono stati ratificati ed entrati ufficialmente in vigore nel luglio 2016, sebbene parti di essi fossero già applicate in via provvisoria.
L'accordo con l'Ucraina è stato applicato in via provvisoria dal 1º gennaio 2016 ed è entrato formalmente in vigore il 1º settembre 2017. Secondo la Commissione europea, "La DCFTA offrirà all'Ucraina un quadro per la modernizzazione delle sue relazioni commerciali e per lo sviluppo economico mediante l'apertura dei mercati attraverso la progressiva rimozione delle tariffe doganali e dei contingenti e mediante un'ampia armonizzazione di leggi, norme e regolamenti in vari settori legati al commercio, creando le condizioni per allineare i settori chiave dell'economia ucraina agli standard dell'UE. A differenza degli accordi di libero scambio classici, prevede sia la libertà di stabilimento nei settori dei servizi sia di quelli differenti, fatte salve riserve limitate, e l'espansione del mercato interno per una serie di settori chiave dei servizi una volta che l'Ucraina attuerà efficacemente la politica dell'UE." Inoltre, all'Ucraina è "concesso l'accesso al mercato interno dell'UE per i settori interessati", il che si traduce in "un livello di integrazione senza precedenti".